# Convento de las Carmelitas Descalzas (Ciudad Real)
El monasterio de Santa Isabel y San Antonio Abad de las Reverendas Madres Carmelitas Descalzas de Ciudad Real, más conocido como convento de las Carmelitas, las Carmelitas o convento del Carmen es un edificio religioso del siglo XVII de estilo renacentista y barroco y catalogado como Bien de Interés Cultural del tipo Monumento Histórico-Artístico desde 1991.

## Historia
En el actual emplazamiento del monasterio se encontraba la casa-hospitalillo de San Andrés. Lo adquirió Antonio de Galiana y Bermúdez, caballero de la Orden de Montesa por lo que esta antigua edificación estuvo, en un principio, destinada para las monjas de Montesa. Pero aquellas monjas alegaron que no podían sostener el hospitalillo con el esplendor que exigía su orden militar y lo abandonaron. Esta circunstancia motivó que las monjas del Carmelo fueran llamadas a ocupar el convento. De este modo, las hijas de Santa Teresa ocuparon el edificio el 11 de febrero de 1596.

## Edificio

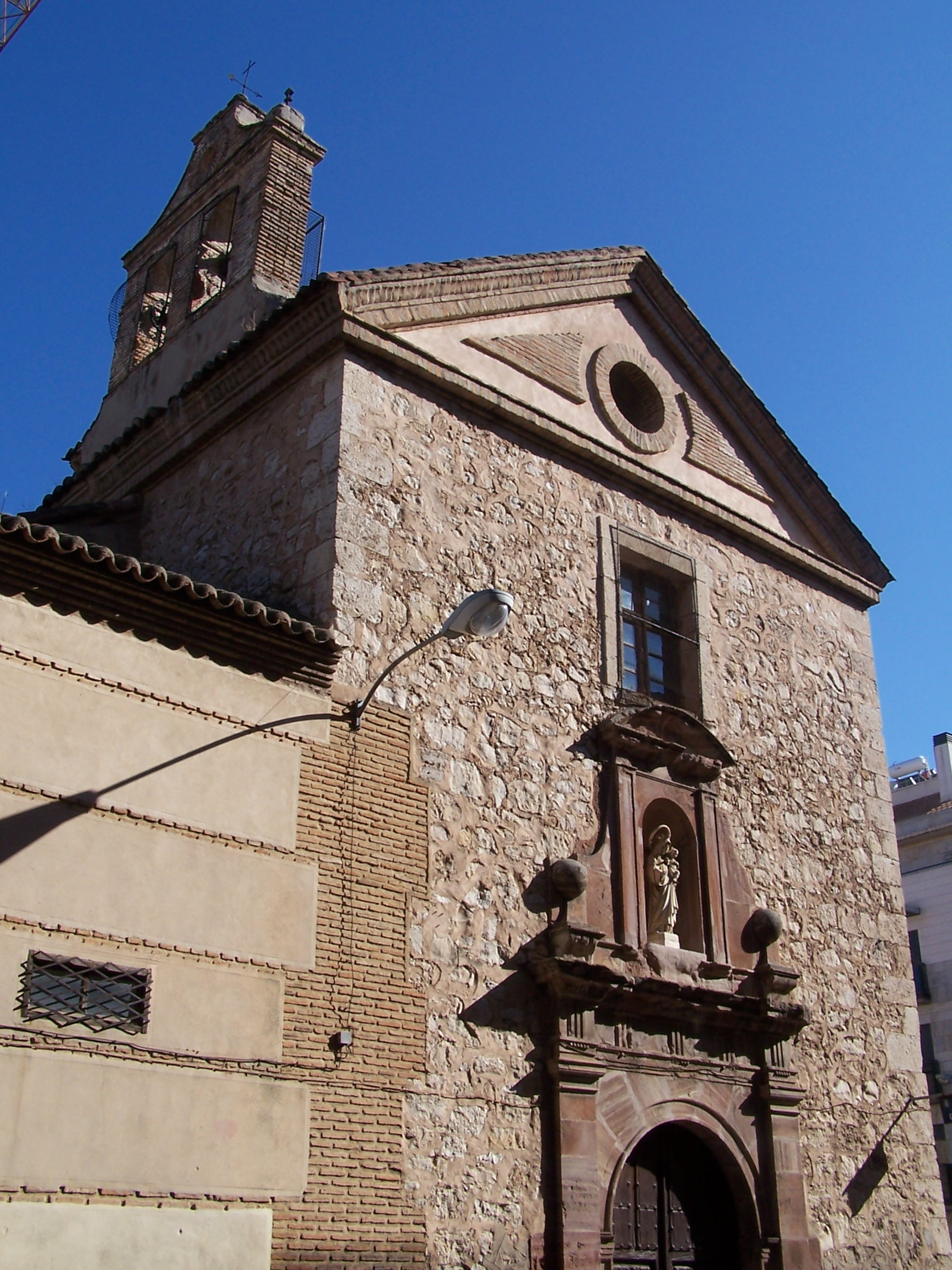
Portada principal

El interior de la iglesia tiene una planta que sigue la planta prototípica jesuítica: una sola nave, cúpula sobre crucero de brazos no muy desarrollados y testero plano. El espacio se cubre con bóveda de cañón con lunetos y en la cabecera, donde antes había un retablo barroco, ahora hay una hornacina donde se encuentra la imagen de la Virgen del Carmen. 
La portada principal es proyectada según la tipología que crea el carmelita Fray Alberto de la Madre de Dios en la iglesia del Real Monasterio de la Encarnación de Madrid. Se compone de un diseño vertical formado por tres cuerpos horizontales. En el primero está la puerta decorada por una estructurada coronada por una hornacina con la Virgen del Carmen decorada a ambos lados con dos roeles de piedra. En el segundo cuerpo aparece una ventana por donde penetra la luz iluminado la nave. Por último el tercer cuerpo es un frontón triangular que cierra la fachada con un óculo en su centro. 
La puerta que da a la plaza es una simple estructura adintelada del siglo XIX que tiene una decoración muy sobria, destacando la cruz que remata el centro del dintel. El material constructivo no es de buena calidad pues, salvo los esquinazos, donde se disponen sillares regulares, el resto es un aparejo de cal y canto. Las portadas están realizadas en arenisca rojiza.

## Curiosidades
- Poseía este convento un molino de agua para la molienda del grano en el río Guadiana a su paso por Alarcos, del cual el convento obtenía abundantes rentas.

- El día 7 de septiembre de 1803, ocurrió un extrañísimo caso (leyenda o realidad), en el cual la Madre Paula, religiosa carmelita del convento huyó del mismo deslizándose desde el campanario hasta la puerta de la iglesia de la calle del Carmen.